# Europamästerskapen i simsport 2022
Europamästerskapen i simsport 2022 avgjordes i Rom i Italien mellan den 11 och 21 augusti 2022. Det är den 36:e upplagan av Europamästerskapen i simsport.

## Program
- Simning: 11–17 augusti
- Öppet vatten-simning: 20–21 augusti
- Konstsim: 11–15 augusti
- Simhopp: 15–21 augusti
- Höghoppning: 18–20 augusti

## Medaljtabell
*   Värdland ( Italien)
| Nr                   | Nation                  | Guld | Silver | Brons | Totalt |
| -------------------- | ----------------------- | ---- | ------ | ----- | ------ |
| 1                    | Italien*                | 25   | 26     | 21    | 72     |
| 2                    | Storbritannien          | 10   | 8      | 9     | 27     |
| 3                    | Ukraina                 | 10   | 6      | 1     | 17     |
| 4                    | Tyskland                | 6    | 2      | 7     | 15     |
| 5                    | Ungern                  | 5    | 8      | 3     | 16     |
| 6                    | Nederländerna           | 5    | 1      | 6     | 12     |
| 7                    | Frankrike               | 4    | 8      | 10    | 22     |
| 8                    | Sverige                 | 4    | 2      | 2     | 8      |
| 9                    | Rumänien                | 3    | 1      | 0     | 4      |
| 10                   | Schweiz                 | 1    | 4      | 0     | 5      |
| 11                   | Grekland                | 1    | 1      | 2     | 4      |
| 12                   | Litauen                 | 1    | 0      | 3     | 4      |
| 13                   | Bosnien och Hercegovina | 1    | 0      | 1     | 2      |
| 14                   | Israel                  | 1    | 0      | 0     | 1      |
| 15                   | Spanien                 | 0    | 5      | 0     | 5      |
| 16                   | Österrike               | 0    | 2      | 4     | 6      |
| 17                   | Polen                   | 0    | 1      | 1     | 2      |
| 18                   | Danmark                 | 0    | 1      | 0     | 1      |
| 18                   | Finland                 | 0    | 1      | 0     | 1      |
| 20                   | Portugal                | 0    | 0      | 3     | 3      |
| 21                   | Slovakien               | 0    | 0      | 2     | 2      |
| 22                   | Serbien                 | 0    | 0      | 1     | 1      |
| 22                   | Turkiet                 | 0    | 0      | 1     | 1      |
| Totalt (23 nationer) | Totalt (23 nationer)    | 77   | 77     | 77    | 231    |

## Simning

### Herrar
| Gren            | Guld | Guld                  | Silver | Silver       | Brons | Brons         |
| 50 m frisim     | Ben Proud Storbritannien | 21,58                 | Leonardo Deplano Italien | 21,60        | Kristian Gkolomeev Grekland                                                                                              | 21,75         |
| 100 m frisim    | David Popovici Rumänien | 46,86 0VR0            | Kristóf Milák Ungern | 47,47 0NR0   | Alessandro Miressi Italien                                                                                               | 47,63         |
| 200 m frisim    | David Popovici Rumänien | 1.42,97 0VRJ0 MR0 NR0 | Antonio Djakovic Schweiz | 1.45,60      | Felix Auböck Österrike                                                                                                   | 1.45,89       |
| 400 m frisim    | Lukas Märtens Tyskland | 3.42,50 0MR0          | Antonio Djakovic Schweiz | 3.43,93 0NR0 | Henning Mühlleitner Tyskland                                                                                             | 3.44,53       |
| 800 m frisim    | Gregorio Paltrinieri Italien | 7.40,86 0MR0          | Lukas Märtens Tyskland | 7.42,65      | Lorenzo Galossi Italien                                                                                                  | 7.43,37 0VRJ0 |
| 1 500 m frisim  | Mykhailo Romanchuk Ukraina | 14.36,10 0NR0         | Gregorio Paltrinieri Italien | 14.39,79     | Damien Joly Frankrike | 14.50,36      |
|                 | |                       | |              | |               |
| 50 m ryggsim    | Apostolos Christou Grekland | 24,36 0NR0            | Thomas Ceccon Italien | 24,40 0NR0   | Ole Braunschweig Tyskland                                                                                                | 24,68         |
| 100 m ryggsim   | Thomas Ceccon Italien | 52,21                 | Apostolos Christou Grekland | 52,24        | Yohann Ndoye-Brouard Frankrike                                                                                           | 52,92         |
| 200 m ryggsim   | Yohann Ndoye-Brouard Frankrike | 1.55,62 0NR0          | Benedek Kovács Ungern | 1.56,03      | Luke Greenbank Storbritannien                                                                                            | 1.56,15       |
|                 | |                       | |              | |               |
| 50 m bröstsim   | Nicolò Martinenghi Italien | 26,33 0NR0            | Simone Cerasuolo Italien | 26,95        | Lucas Matzerath Tyskland                                                                                                 | 27,11         |
| 100 m bröstsim  | Nicolò Martinenghi Italien | 58,26 0=NR0           | Federico Poggio Italien | 58,98        | Andrius Šidlauskas Litauen                                                                                               | 59,50         |
| 200 m bröstsim  | James Wilby Storbritannien | 2.08,96               | Matti Mattsson Finland | 2.09,40      | Luca Pizzini Italien | 2.09,97       |
|                 | |                       | |              | |               |
| 50 m fjärilsim  | Thomas Ceccon Italien | 22,89                 | Maxime Grousset Frankrike | 22,97        | Diogo Ribeiro Portugal                                                                                                   | 23,07 0NR0    |
| 100 m fjärilsim | Kristóf Milák Ungern | 50,33                 | Noé Ponti Schweiz | 50,87        | Jakub Majerski Polen | 51,22         |
| 200 m fjärilsim | Kristóf Milák Ungern | 1.52,01               | Richárd Márton Ungern | 1.54,78      | Alberto Razzetti Italien                                                                                                 | 1.55,01       |
|                 | |                       | |              | |               |
| 200 m medley    | Hubert Kós Ungern | 1.57,22               | Alberto Razzetti Italien | 1.57,82      | Gabriel Lopes Portugal                                                                                                   | 1.58,34       |
| 400 m medley    | Alberto Razzetti Italien | 4.10,60               | Dávid Verrasztó Ungern | 4.12,58      | Pier Andrea Matteazzi Italien                                                                                            | 4.13,29       |
|                 | |                       | |              | |               |
| 4×100 m frisim  | Italien Alessandro Miressi (47,76) Thomas Ceccon (47,88) Lorenzo Zazzeri (47,60) Manuel Frigo (47,26) Alessandro Bori Leonardo Deplano Filippo Megli                       | 3.10,50               | Ungern Nándor Németh (47,86) Szebasztián Szabó (48,42) Dániel Mészáros (48,91) Kristóf Milák (47,24)                                        | 3.12,43      | Storbritannien Jacob Whittle (48,72) Matthew Richards (47,88) Thomas Dean (47,74) Edward Mildred (48,36)                 | 3.12,70       |
| 4×200 m frisim  | Ungern Nándor Németh (1.46,28) Richárd Márton (1.47,01) Balázs Holló (1.47,67) Kristóf Milák (1.44,42) Dániel Mészáros                                                     | 7.05,38 0NR0          | Italien Marco De Tullio (1.46,47) Lorenzo Galossi (1.47,91) Gabriele Detti (1.46,51) Stefano Di Cola (1.45,36) Matteo Ciampi Filippo Megli  | 7.06,25      | Frankrike Hadrien Salvan (1.46,50) Wissam-Amazigh Yebba (1.45,92) Enzo Tesic (1.47,51) Roman Fuchs (1.47,04) Mewen Tomac | 7.06,97       |
|                 | |                       | |              | |               |
| 4×100 m medley  | Italien Thomas Ceccon (52,82) Nicolò Martinenghi (57,72) Matteo Rivolta (50,75) Alessandro Miressi (47,17) Michele Lamberti Federico Poggio Federico Burdisso Manuel Frigo | 3.28,46 0MR0          | Frankrike Yohann Ndoye-Brouard (53,06) Antoine Viquerat (1.00,48) Clément Secchi (51,53) Maxime Grousset (47,43) Mewen Tomac Charles Rihoux | 3.32,50      | Österrike Bernhard Reitshammer (54,68) Valentin Bayer (59,54) Simon Bucher (50,97) Heiko Gigler (48,09                   | 3.33,28       |

### Damer
| Gren            | Guld | Guld         | Silver | Silver       | Brons | Brons        |
| 50 m frisim     | Sarah Sjöström Sverige | 23,91        | Katarzyna Wasick Polen | 24,20        | Valerie van Roon Nederländerna | 24,64        |
| 100 m frisim    | Marrit Steenbergen Nederländerna | 53,24        | Charlotte Bonnet Frankrike | 53,62        | Freya Anderson Storbritannien | 53,63        |
| 200 m frisim    | Marrit Steenbergen Nederländerna | 1.56,36      | Freya Anderson Storbritannien | 1.56,52      | Isabel Marie Gose Tyskland | 1.57,09      |
| 400 m frisim    | Isabel Marie Gose Tyskland | 4.04,13      | Simona Quadarella Italien | 4.04,77      | Ajna Késely Ungern | 4.08,00      |
| 800 m frisim    | Simona Quadarella Italien | 8.20,54      | Isabel Marie Gose Tyskland | 8.22,01      | Merve Tuncel Turkiet | 8.24,33      |
| 1 500 m frisim  | Simona Quadarella Italien | 15.54,15     | Viktória Mihályvári-Farkas Ungern | 16.02,15     | Martina Caramignoli Italien | 16.12,39     |
|                 | |              | |              | |              |
| 50 m ryggsim    | Analia Pigrée Frankrike | 27,27 0NR0   | Silvia Scalia Italien | 27,53        | Maaike de Waard Nederländerna | 27,54        |
| 100 m ryggsim   | Margherita Panziera Italien | 59,40        | Medi Harris Storbritannien | 59,46        | Kira Toussaint Nederländerna | 59,53        |
| 200 m ryggsim   | Margherita Panziera Italien | 2.07,13      | Katie Shanahan Storbritannien | 2.09,26      | Dóra Molnár Ungern | 2.09,73      |
|                 | |              | |              | |              |
| 50 m bröstsim   | Rūta Meilutytė Litauen | 29,59        | Benedetta Pilato Italien | 29,71        | Imogen Clark Storbritannien | 30,31        |
| 100 m bröstsim  | Benedetta Pilato Italien | 1.05,97      | Lisa Angiolini Italien | 1.06,34      | Rūta Meilutytė Litauen | 1.06,50      |
| 200 m bröstsim  | Lisa Mamié Schweiz | 2.23,27      | Martina Carraro Italien | 2.23,64      | Kotryna Teterevkova Litauen | 2.24,16      |
|                 | |              | |              | |              |
| 50 m fjärilsim  | Sarah Sjöström Sverige | 24,96        | Marie Wattel Frankrike | 25,33        | Maaike de Waard Nederländerna | 25,62        |
| 100 m fjärilsim | Louise Hansson Sverige | 56,66        | Marie Wattel Frankrike | 56,80        | Lana Pudar Bosnien och Hercegovina | 57,27 0NR0   |
| 200 m fjärilsim | Lana Pudar Bosnien och Hercegovina | 2.06,81 0NR0 | Helena Rosendahl Bach Danmark | 2.07,30 0NR0 | Ilaria Cusinato Italien | 2.07,77      |
|                 | |              | |              | |              |
| 200 m medley    | Anastasia Gorbenko Israel | 2.10,92      | Marrit Steenbergen Nederländerna | 2.11,14      | Sara Franceschi Italien | 2.11,38      |
| 400 m medley    | Viktória Mihályvári-Farkas Ungern | 4.37,56      | Zsuzsanna Jakabos Ungern | 4.39,79      | Freya Colbert Storbritannien | 4.40,06      |
|                 | |              | |              | |              |
| 4×100 m frisim  | Storbritannien Lucy Hope (54,88) Anna Hopkin (53,44) Medi Harris (54,61) Freya Anderson (53,54)                                       | 3.36,47      | Sverige Sarah Sjöström (53,12) Louise Hansson (54,21) Sara Junevik (55,12) Sofia Åstedt (54,84)                                             | 3.37,29      | Nederländerna Kim Busch (55,21) Tessa Giele (54,60) Valerie van Roon (54,76) Marrit Steenbergen (53,02)                                       | 3.37,59      |
| 4×200 m frisim  | Nederländerna Imani de Jong (1.58,97) Silke Holkenborg (1.58,92) Janna van Kooten (1.59,92) Marrit Steenbergen (1.56,26) Lotte Hosper | 7.54,07      | Storbritannien Freya Colbert (1.58,72) Lucy Hope (1.58,98) Medi Harris (2.00,01) Freya Anderson (1.57,02) Tamryn van Selm Holly Hibbott     | 7.54,73      | Ungern Nikolett Pádár (1.58,52) Katinka Hosszú (2.00,62) Ajna Késely (1.59,43) Lilla Minna Ábrahám (1.57,16) Zsuzsanna Jakabos Dóra Molnár    | 7.55,73      |
| 4×100 m medley  | Sverige Hanna Rosvall (1.00,66) Sophie Hansson (1.06,26) Louise Hansson (56,29) Sarah Sjöström (52,04)                                | 3.55,25      | Frankrike Pauline Mahieu (1.00,17) Charlotte Bonnet (1.06,49) Marie Wattel (56,09) Béryl Gastaldello (53,61) Emma Terebo Adèle Blanchetière | 3.56,36 0NR0 | Nederländerna Kira Toussaint (1.00,29) Tes Schouten (1.06,75) Maaike de Waard (57,74) Marrit Steenbergen (52,23) Tessa Giele Valerie van Roon | 3.57,01 0NR0 |

### Mixat
| Gren           | Guld | Guld    | Silver | Silver       | Brons | Brons        |
| 4×100 m frisim | Frankrike Maxime Grousset (48,02) Charles Rihoux (48,39) Charlotte Bonnet (53,34) Marie Wattel (53,05) Hadrien Salvan Lucile Tessariol Béryl Gastaldello | 3.22,80 | Storbritannien Tom Dean (48,46) Matthew Richards (48,19) Anna Hopkin (53,62) Freya Anderson (53,03) Edward Mildred Jacob Whittle Lucy Hope                                 | 3.23,30      | Sverige Björn Seeliger (48,09) Robin Hanson (48,91) Sarah Sjöström (52,68) Louise Hansson (53,72) Sofia Åstedt                                           | 3.23,40 0NR0 |
| 4×200 m frisim | Storbritannien Tom Dean (1.46,15) Matthew Richards (1.46,91) Freya Colbert (1.57,29) Freya Anderson (1.57,81) Kieran Bird Jacob Whittle Lucy Hope        | 7.28,16 | Frankrike Hadrien Salvan (1.47,63) Wissam-Amazigh Yebba (1.46,53) Charlotte Bonnet (1.56,39) Lucile Tessariol (1.58,70) Roman Fuchs Giulia Rossi-Bene                      | 7.29,25 0NR0 | Italien Stefano Di Cola (1.47,00) Matteo Ciampi (1.47,69) Alice Mizzau (1.58,73) Antonietta Cesarano (1.58,43) Filippo Megli Noemi Cesarano Linda Caponi | 7.31,85 0NR0 |
| 4×100 m medley | Nederländerna Kira Toussaint (59,49) Arno Kamminga (59,19) Nyls Korstanje (50,72) Marrit Steenbergen (52,33) Tessa Giele                                 | 3.41,73 | Italien Thomas Ceccon (52,82) Nicolò Martinenghi (58,13) Elena Di Liddo (58,49) Silvia Di Pietro (54,17) Michele Lamberti Francesca Fangio Ilaria Bianchi Leonardo Deplano | 3.43,61      | Storbritannien Medi Harris (1.00,20) James Wilby (59,31) Jacob Peters (51,84) Anna Hopkin (53,34) Lauren Cox Greg Butler                                 | 3.44,69      |

## Simhopp

### Herrar
| Gren              | Guld                                        | Guld   | Silver                                   | Silver | Brons                                       | Brons  |
| Individuellt 1 m  | Jack Laugher Storbritannien                 | 413,40 | Lorenzo Marsaglia Italien                | 396,25 | Giovanni Tocci Italien                      | 386,20 |
| Individuellt 3 m  | Lorenzo Marsaglia Italien                   | 453,85 | Jordan Houlden Storbritannien            | 428,55 | Giovanni Tocci Italien                      | 392,70 |
| Synchro 3 m       | Storbritannien Anthony Harding Jack Laugher | 412,83 | Italien Lorenzo Marsaglia Giovanni Tocci | 387,51 | Ukraina Oleksandr Horsjkovozov Oleh Kolodij | 384,39 |
| Individuellt 10 m | Oleksij Sereda Ukraina                      | 493,55 | Noah Williams Storbritannien             | 459,00 | Ben Cutmore Storbritannien                  | 438,35 |
| Synchro 10 m      | Storbritannien Ben Cutmore Kyle Kothari     | 390,48 | Ukraina Kirill Boljuch Oleksij Sereda    | 388,02 | Tyskland Timo Barthel Jaden Eikermann       | 369,30 |

### Damer
| Gren              | Guld                                                  | Guld   | Silver                                   | Silver | Brons                                        | Brons  |
| Individuellt 1 m  | Elena Bertocchi Italien                               | 264,25 | Emma Gullstrand Sverige                  | 259,65 | Chiara Pellacani Italien                     | 259,05 |
| Individuellt 3 m  | Chiara Pellacani Italien                              | 318,75 | Michelle Heimberg Schweiz                | 301,80 | Yasmin Harper Storbritannien                 | 296,20 |
| Synchro 3 m       | Tyskland Lena Hentschel Tina Punzel                   | 281,16 | Italien Elena Bertocchi Chiara Pellacani | 260,76 | Sverige Emilia Nilsson Garip Elna Widerström | 257,70 |
| Individuellt 10 m | Andrea Spendolini-Sirieix Storbritannien              | 333,60 | Sofija Lyskun Ukraina                    | 329,80 | Christina Wassen Tyskland                    | 314,10 |
| Synchro 10 m      | Storbritannien Andrea Spendolini-Sirieix Lois Toulson | 303,60 | Ukraina Ksenija Bajlo Sofija Lyskun      | 298,86 | Tyskland Christina Wassen Elena Wassen       | 289,86 |

### Mixat
| Gren         | Guld                                                                                         | Guld   | Silver                                                                | Silver | Brons                                                                          | Brons  |
| Synchro 3 m  | Tyskland Lou Massenberg Tina Punzel                                                          | 294,69 | Storbritannien James Heatly Grace Reid                                | 290,76 | Italien Chiara Pellacani Matteo Santoro                                        | 283,56 |
| Synchro 10 m | Storbritannien Kyle Kothari Lois Toulson                                                     | 300,78 | Ukraina Sofija Lyskun Oleksij Sereda                                  | 298,59 | Italien Sarah Jodoin Di Maria Eduard Timbretti Gugiu                           | 290,28 |
| Lagtävling   | Italien Eduard Timbretti Gugiu Sarah Jodoin Di Maria Andreas Sargent Larsen Chiara Pellacani | 402,55 | Ukraina Ksenija Bajlo Kirill Boljuch Viktorija Kesar Danylo Konovalov | 399,05 | Storbritannien James Heatly Noah Williams Andrea Spendolini-Sirieix Grace Reid | 384,70 |

## Höghoppning
Dykning från 27 meter hög plattform för herrar och 20 meter hög plattform för damer.
| Gren   | Guld                         | Guld   | Silver                       | Silver | Brons                      | Brons  |
| Herrar | Constantin Popovici Rumänien | 455,70 | Cătălin Preda Rumänien       | 436,20 | Alessandro De Rose Italien | 416,45 |
| Damer  | Iris Schmidbauer Tyskland    | 309,30 | Antonina Vysjyvanova Ukraina | 295,40 | Elisa Cosetti Italien      | 284,30 |

## Öppet vatten-simning

### Herrar
| Gren     | Guld                         | Guld      | Silver                         | Silver    | Brons                          | Brons     |
| 5 km     | Gregorio Paltrinieri Italien | 52.13,5   | Domenico Acerenza Italien      | 52.14,2   | Marc-Antoine Olivier Frankrike | 52.20,8   |
| 10 km    | Domenico Acerenza Italien    | 1:50.33,6 | Marc-Antoine Olivier Frankrike | 1:50.37,3 | Logan Fontaine Frankrike       | 1:50.39,1 |
| 25 km †‡ | Mario Sanzullo Italien       |           | Dario Verani Italien           |           | Matteo Furlan Italien          |           |

† Avbrutet på grund av dåligt väder
‡ Medaljörer utsågs i efterhand.

### Damer
| Gren     | Guld                                | Guld      | Silver                    | Silver    | Brons                         | Brons     |
| 5 km     | Sharon van Rouwendaal Nederländerna | 56.58,7   | María de Valdés Spanien   | 57.00,2   | Giulia Gabbrielleschi Italien | 57.00,3   |
| 10 km    | Leonie Beck Tyskland                | 2:01.13,4 | Ginevra Taddeucci Italien | 2:01.15,2 | Angélica André Portugal       | 2:01.16,4 |
| 25 km †‡ | Caroline Jouisse Frankrike          |           | Barbara Pozzobon Italien  |           | Veronica Santoni Italien      |           |

† Avbrutet på grund av dåligt väder
‡ Medaljörer utsågs i efterhand.

### Mixat
| Gren       | Guld                                                                           | Guld    | Silver                                                         | Silver  | Brons                                                                | Brons     |
| Lagtävling | Italien Rachele Bruni Ginevra Taddeucci Gregorio Paltrinieri Domenico Acerenza | 59.43,1 | Ungern Réka Rohács Anna Olasz Dávid Betlehem Kristóf Rasovszky | 59.53,9 | Frankrike Madelon Catteau Aurélie Muller Axel Reymond Logan Fontaine | 1:00.08,3 |

## Konstsim

### Resultat
| Gren                        | Guld | Guld    | Silver | Silver  | Brons | Brons   |
| Individuellt fri            | Marta Fjedina Ukraina | 94,6333 | Linda Cerruti Italien | 92,1000 | Vasiliki Alexandri Österrike | 91,8333 |
| Individuellt fri, herrar    | Giorgio Minisini Italien | 88,4667 | Fernando Díaz del Río Spanien | 83,3333 | Quentin Rakotomalala Frankrike | 78,0000 |
| Individuellt teknik         | Marta Fjedina Ukraina | 92,6394 | Linda Cerruti Italien | 90,8839 | Vasiliki Alexandri Österrike | 90,0156 |
| Individuellt teknik, herrar | Giorgio Minisini Italien | 85,7033 | Fernando Díaz del Río Spanien | 79,4951 | Ivan Martinović Serbien | 58,8834 |
| Par fri                     | Ukraina Maryna Aleksijiva Vladyslava Aleksijiva | 94,7333 | Österrike Anna-Maria Alexandri Eirini-Marina Alexandri | 93,0000 | Italien Linda Cerruti Costanza Ferro | 91,7000 |
| Par teknik                  | Ukraina Maryna Aleksijiva Vladyslava Aleksijiva | 92,8538 | Österrike Anna-Maria Alexandri Eirini-Marina Alexandri | 91,9852 | Italien Linda Cerruti Costanza Ferro | 90,3577 |
| Lag fri                     | Ukraina Maryna Aleksijiva Vladyslava Aleksijiva Olesia Derevjantjenko Marta Fjedina Veronika Hrysjko Anhelina Ovtjynnikova Anastasija Sjmonina Valerija Tysjtjenko                                    | 95,1000 | Italien Domiziana Cavanna Linda Cerruti Costanza Di Camillo Costanza Ferro Gemma Galli Marta Iacoacci Enrica Piccoli Francesca Zunino                           | 92,6667 | Frankrike Camille Bravard Ambre Esnault Laura Gonzalez Mayssa Guermoud Maureen Jenkins Eve Planeix Charlotte Tremble Mathilde Vigneres                                                           | 90,5667 |
| Lag teknik                  | Ukraina Maryna Aleksijiva Vladyslava Aleksijiva Olesia Derevjantjenko Marta Fjedina Veronika Hrysjko Anhelina Ovtjynnikova Anastasija Sjmonina Valerija Tysjtjenko                                    | 92,5106 | Italien Domiziana Cavanna Linda Cerruti Costanza Di Camillo Costanza Ferro Gemma Galli Marta Iacoacci Marta Murru Enrica Piccoli                                | 90,3772 | Frankrike Ambre Esnault Laura Gonzalez Mayssa Guermoud Oriane Jaillardon Maureen Jenkins Romane Lunel Eve Planeix Charlotte Tremble                                                              | 88,0093 |
| Lag fri kombination         | Ukraina Maryna Aleksijiva Vladyslava Aleksijiva Olesia Derevjantjenko Marta Fjedina Veronika Hrysjko Sofija Matsijevska Darja Mosjynska Anhelina Ovtjynnikova Anastasija Sjmonina Valerija Tysjtjenko | 95,2000 | Italien Domiziana Cavanna Linda Cerruti Costanza Di Camillo Costanza Ferro Gemma Galli Marta Iacoacci Marta Murru Enrica Piccoli Federica Sala Francesca Zunino | 92,6667 | Grekland Zoi Agrafioti Maria Alzigkouzi Kominea Eleni Fragkaki Krystalenia Gialama Zoi Karangelou Maria Karapanagiotou Danai Kariori Ifigeneia Krommydaki Sofia Malkogeorgou Andriana Misikevych | 89,4000 |
| Highlight                   | Ukraina Maryna Aleksijiva Vladyslava Aleksijiva Olesia Derevjantjenko Marta Fjedina Veronika Hrysjko Sofija Matsijevska Darja Mosjynska Anhelina Ovtjynnikova Anastasija Sjmonina Valerija Tysjtjenko | 94,0667 | Italien Domiziana Cavanna Linda Cerruti Costanza Di Camillo Costanza Ferro Gemma Galli Marta Iacoacci Marta Murru Enrica Piccoli Federica Sala Francesca Zunino | 91,7000 | Frankrike Camille Bravard Manon Disbeaux Ambre Esnault Laura Gonzalez Mayssa Guermoud Maureen Jenkins Romane Lunel Eve Planeix Charlotte Tremble Mathilde Vigneres                               | 89,2000 |
| Mix par fri                 | Italien Giorgio Minisini Lucrezia Ruggiero | 89,7333 | Spanien Emma García Pau Ribes | 84,7667 | Slovakien Jozef Solymosy Silvia Solymosyová | 77,0333 |
| Mix par teknik              | Italien Giorgio Minisini Lucrezia Ruggiero | 89,3679 | Spanien Emma García Pau Ribes | 83,7548 | Slovakien Jozef Solymosy Silvia Solymosyová | 75,5914 |